# Perdido
Perdido è un brano jazz composto da Juan Tizol e registrato nel 1941 da Duke Ellington. Il brano ebbe molto successo grazie alle straordinarie interpretazioni di Ella Fitzgerald, Sarah Vaughan, Dinah Washington, Art Tatum, Quincy Jones, il quintetto di Charlie Parker e Erroll Garner. 
Il pezzo si riferisce alla località turistica di Perdido nelle Florida Keys.